# Lasconotus laqueatus
Lasconotus laqueatus is een keversoort uit de familie somberkevers (Zopheridae). De wetenschappelijke naam van de soort werd in 1866 gepubliceerd door John Lawrence LeConte.